# Upper Seymour River Park
Upper Seymour River Park är en park i Kanada.   Den ligger i provinsen British Columbia, i den centrala delen av landet, 3 200 km väster om huvudstaden Ottawa. Upper Seymour River Park ligger 1 097 meter över havet.
Terrängen runt Upper Seymour River Park är huvudsakligen bergig, men åt sydväst är den kuperad. Upper Seymour River Park ligger nere i en dal. Runt Upper Seymour River Park är det mycket glesbefolkat, med 2 invånare per kvadratkilometer.. Det finns inga samhällen i närheten.